# Vrouwe Aleida

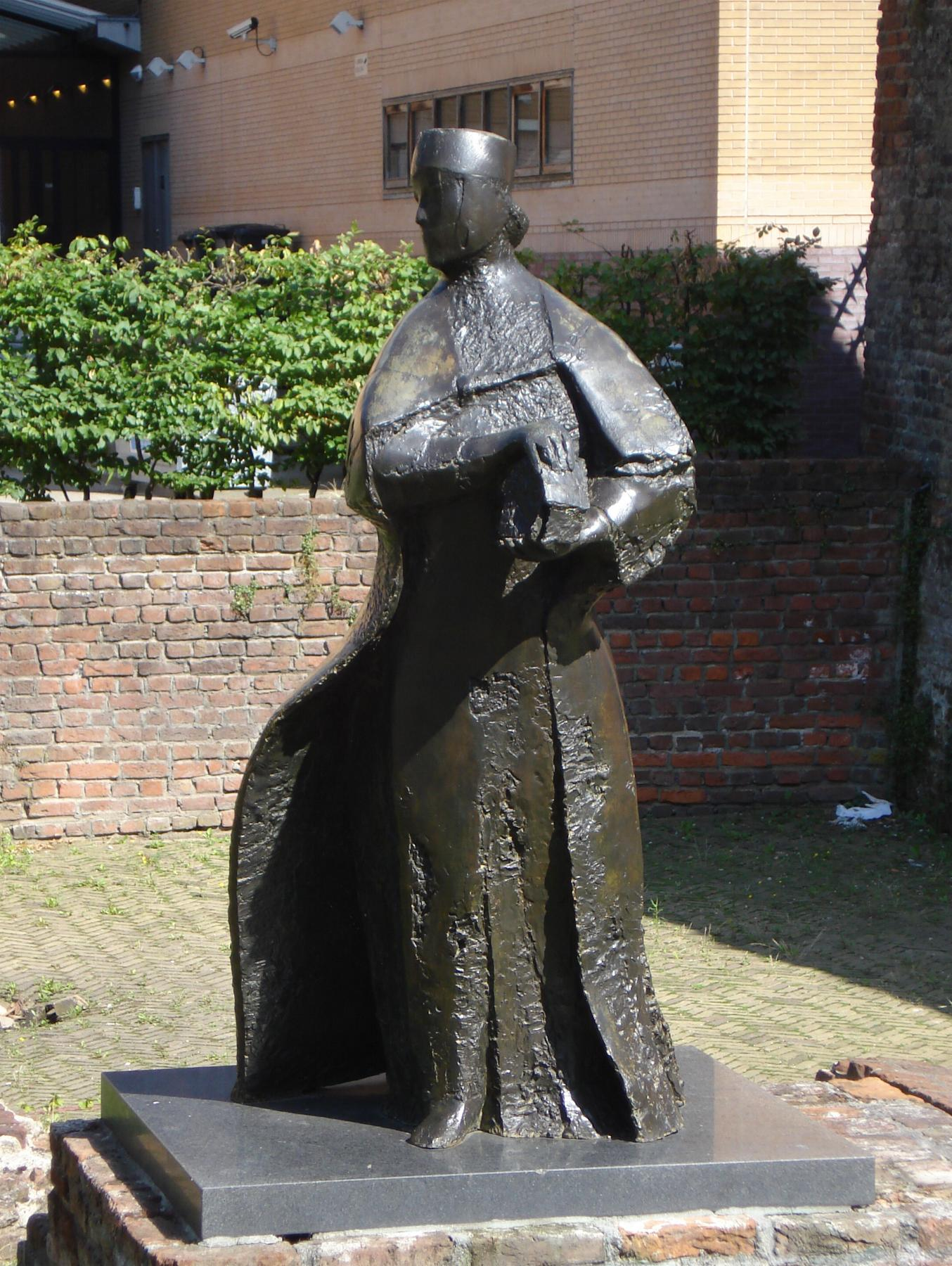
Vrouwe Aleida

Vrouwe Aleida is een standbeeld van Aleid van Holland in Schiedam. Het kunstwerk stamt uit 1991 en is gemaakt door de in Schiedam geboren Theresia van der Pant. Aleida was degene die in de dertiende eeuw de moerasnederzetting, Schiedam, opbouwde tot een stad met muren en stadsrechten.
Het bronzen beeld, geplaatst op een marmeren plaat, toont Aleida gehuld in een lang gewaad met een hoofddeksel dat met een band onder de kin is vastgeknoopt.
Het beeld staat sinds 1998 op de Broersvest in Schiedam bij de ruïne van kasteel Huis te Riviere dat Aleid van Holland in 1262 stichtte. Voor die tijd heeft het beeld lange tijd gestaan op het plein voor het Stedelijk Museum.